# Rouvroy-les-Merles
Rouvroy-les-Merles är en kommun i departementet Oise i regionen Hauts-de-France i norra Frankrike. Kommunen ligger i kantonen Breteuil som tillhör arrondissementet Clermont. År 2022 hade Rouvroy-les-Merles 70 invånare.

## Befolkningsutveckling
Antalet invånare i kommunen Rouvroy-les-Merles
| Referens: INSEE |